# Philippe Bretonnière
 (octobre 2020).
Philippe Bretonnière, né le 29 octobre 1945 à Paris, est un musicien et compositeur français. Il a notamment composé la musique de Ma gueule, chantée par Johnny Hallyday.

## Biographie
Philippe Bretonnière s'est formé aux conservatoires de musique de Bayonne et de La Rochelle où il a notamment reçu des prix de solfège, violon, piano et percussion.
Cette formation musicale classique a été doublée d’une expérience de galas de danse avec des orchestres tels que Los Cangaceiros d’Yvan Morice, Bob Calfati ou Spartaco Sax, ainsi que des bœufs avec le clarinettiste Maxime Saury au Caveau de la Huchette ou l'organiste Lou Bennett au Blue Note, le saxophoniste Johnny Griffin au Chat qui Pêche, entre autres, des jazzmen réputés et de styles différents. Il rentre dans le milieu musical professionnel de variété grâce à des musiciens comme Jean-Claude Petit, Willy Lewis, Jean Pierre Sabar.
De 1963 à 1970, Philippe Bretonnière fait ses débuts professionnels dans divers groupes de rock et de rhythm and blues tels que Les Panthères (groupe de rock du début des années 1960 inspiré des Shadows), Jacky Gordon (Label Polydor), les New Turnips (groupe de rock and roll des années 1960), Vigon et les Lemons, les Gamblers (groupe jazzy fondé par Olivier Despax au début des années 1960 inspiré par Eddie Barclay). Il est également musicien accompagnateur lors de tournées ou chef d'orchestre pour Claude François, Julien Clerc, Franck Alamo, Christophe, Michel Polnareff et Johnny Hallyday au Palais des Sports en 1969 en tant que batteur du grand orchestre de Jean-Claude Vannier en alternance avec Pierre-Alain Dahan, mais aussi musicien de studio sous la direction de Christian Gaubert, Jean-Claude Petit, Jean-Claude Vannier, Jacques Denjean, Jean-Pierre Dorsay, Daniel Janin, ou encore Michel Polnareff pour son album Le Bal des Laze.
C'est en 1976 qu'il compose la musique de ce qui en 1979 devient, sur des paroles de Gilles Thibaut, la chanson Ma gueule, interprétée par Johnny Hallyday. En 1979 (année de la création de la chanson), les paroles, écrites par Gilles Thibaut sont sans musique et seul le texte est remis à l'éditeur qui charge le compositeur Pierre Naçabal d'en écrire la musique. À sa sortie, le titre est crédité Naçabal - Thibaut. Mais le compositeur est bientôt accusé de plagiat et l'affaire est portée devant les tribunaux en raison de la ressemblance entre la composition de Naçabal et celle déposée à la Sacem (en 1976), par Philippe Bretonnière sous le titre Chanson N°7. La cour d'appel de Paris se prononce le 7 juin 1990 en restituant la paternité de la composition de ce titre à Philippe Bretonnière. Dès lors, au cours des années 1990 et depuis, le compositeur est crédité sur les disques à paraître,.
Approché par Jean-Marie Leau, directeur musical, et sur un texte de Marie-Florence Gros, il a également composé pour la télévision en 1996 le générique de la série Le Monde secret du Père Noël, co-production franco-canadienne de 26 épisodes créée par Pascal Breton (France3/Marathon International) et en 1998 de la musique instrumentale pour la série 25° Sud produite par TF1.
Parallèlement, Philippe Bretonnière fut sollicité pour composer des musiques et des chansons par divers auteurs tels que Virginie Pradal ou Franck Thomas ainsi que des éditeurs et producteurs divers.
Depuis 1975, Philippe Bretonnière est sociétaire de la Sacem.

## Ses interprètes
Nota : Source pour l'ensemble de la section :
| Titres                          | Artistes                      | Label                      |
| ------------------------------- | ----------------------------- | -------------------------- |
| Cours (bébé lion, bébé gazelle) | Leonardo                      | Barclay                    |
| Quand mon enfance sera finie    | Leonardo                      | Barclay                    |
| Ma gueule (studio/live)         | Johnny Hallyday               | Universal                  |
| Ma gueule (live)                | Johnny Hallyday               | Warner                     |
| Quoi ma gueule                  | Sim                           | Trema                      |
| Les Mots du silence             | Marie Martine                 | M.M. Harmony               |
| Sodome et Gomorrhe              | Marie Martine                 | M.M. Harmony               |
| Ma gueule                       | Miossec                       | Virgin France              |
| Pasionara                       | Projection Latine             | P.L.                       |
| Lacuras de la noche             | Projection Latine             | P.L.                       |
| Ma gueule                       | Lapointe                      | YFBinc                     |
| Ensuenos                        | Projection Latine             | P.L.                       |
| When the Wind Cries             | Projection Latine             | P.L.                       |
| Romantic                        | Projection Latine             | P.L.                       |
| Ma gueule                       | Kids Will Rock You            | Virgin                     |
| Femme de copain                 | David O'Neal                  | DO'N                       |
| Ma gueule                       | Blankass                      | Warner                     |
| Ma gueule                       | RoBERT                        | DEA                        |
| Ma gueule                       | Amandine Bourgeois            | Warner                     |
| Ma gueule                       | Les Enfoirés 1997, 2007, 2014 | BMG, Universal, Sony Music |
| Ma gueule                       | Garou                         | Universal                  |
| Ma gueule (live)                | Metallica                     | Diamond Records            |

### Filmographie
- 1997 : On connaît la chanson d'Alain Resnais (présence de Ma gueule)
- 2006 : Jean-Philippe de Laurent Tuel (présence de Ma gueule)
- 2017 Rock and Roll de Guillaume Canet (présence de Ma gueule)
- 2019 : All Inclusive de Fabien Onteniente (présence de Ma gueule)

### Documentaires vidéo
- "Nous nous sommes tant aimés" consacré à Sim, de Jérôme Revon. France 3. 2010
- "Johnny Hallyday, c'est notre histoire". François Ducroux, Grégoire Queinnec. M6. 2011
- "Johnny Hallyday, la France rock' n roll. Jean Christophe Rosé. INA 2017
- "Johnny Hallyday Made in France" Didier Varrod, Nicolas Maupied. 2018
- "Johnny" Thierry Thuillier, Grégory Draï, Thierry Lecamp. ADL.TV. France 3. 2016
- "Un an sans Johnny". Andreja De Aranjo. Grands Reportages. TF1. 2018